# Mauro Icardi
Mauro Emanuel Icardi (Rosário, 19 de fevereiro de 1993) é um futebolista argentino que atua como centroavante. Atualmente joga pelo Galatasaray.

## Clubes

### Início
Icardi nasceu em Rosário, na Argentina. Em 2008, ele foi disputado por Barcelona e Real Madrid, após as ofertas de Valencia, Sevilla, Espanyol, Deportivo La Coruña, Arsenal e Liverpool. O clube catalão ganhou a disputa pelo atacante.

### Barcelona
Icardi juntou-se ao clube catalão no início da temporada 2008–09 e foi incluído na equipe Sub-17. Foi promovido para o Sub-19 da equipe na temporada seguinte, antes de ingressar para a Sampdoria por empréstimo em janeiro de 2011. Icardi afirmou que deixar o Barcelona não foi uma decisão ruim, acreditando que ele deveria seguir em frente.

### Sampdoria
Depois de jogar para o Barcelona, em 2011 mudou para a Sampdoria. Ele estreou na Serie B no dia 12 de maio de 2012, marcando contra a Juve Stabia o gol da vitória.
Nesta temporada, ele também foi o melhor goleador de Campionato Primavera. Na temporada 2012–13, com a Sampdoria, estreou na Serie A e marcou vários gols, o primeiro no derby de Gênova.
Em certa oportunidade, o atleta destacou-se a marcar o seu primeiro poker-trick na carreira ao balançar a rede quatro vezes contra o Pescara, no dia 27 de janeiro de 2013.
Já no dia 10 de fevereiro, sob o olhar do técnico da Argentina, Alejandro Sabella, Icardi marcou um gol e ajudou a Sampdoria a vencer a Roma por 3 a 1, no Estádio Luigi Ferraris. Graças a seus gols, sua equipe foi a única durante o torneio a vencer a campeã Juventus em ambos os turnos.

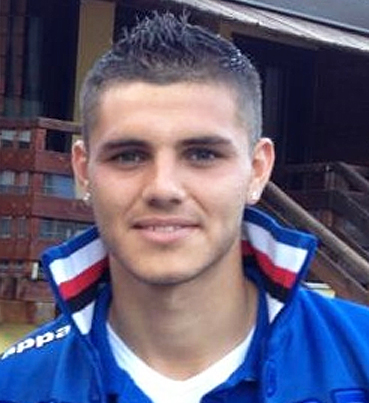
Mauro em 2012.

As temporadas de Icardi foram marcadas por bons momentos dentro de campo e polêmicas na vida pessoal. A principal delas foi quando Mauro se envolveu com Wanda Nara em 2013. Na ocasião, ela era esposa de Maxi López, colega de equipe do atleta na Sampdoria.
Ao final de sua boa passagem pelo clube, Icardi fizera 33 partidas e balançou as redes 11 vezes. Sua saída do time marcou também a carreira de outra pessoa: o jornalista Fabrizio Romano. Na época, ele era um jornalista iniciante e foi com a transferência do atacante, dada em primeira mão por ele, que sua carreira tomou rumos diferentes e fez com que ele se tornasse um dos profissionais mais renomados em sua área.

### Internazionale

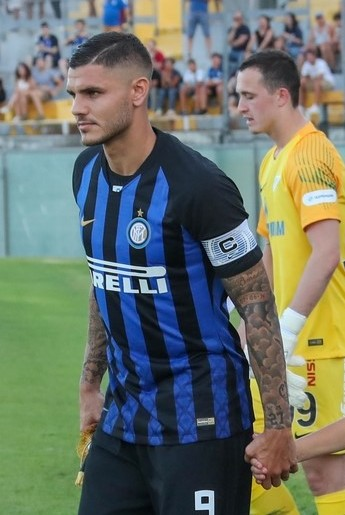
Icardi, capitão da Inter e Milão.

No verão de 2013 se transferiu para a Internazionale, marcando 9 gols na sua primeira temporada. Em 2014–15 foi o goleador de Serie A, com 22 gols.
No 23 de agosto 2015 foi - pela primeira vez - capitão. 3 meses após comemorou 100 jogos com um gol contra o Frosinone (4 a 0). Foi o principal atacante da Internazionale em seu período.
Em 2017, o atleta se declarou para a torcida do clube dizendo que já torcia para o time desde pequeno. Um dos seus jogadores favoritos na infância era Adriano Imperador.
| “                       | Como sempre digo: sou Internazionale desde pequeno. Quando jogava Playstation, sempre jogava com a Inter, sempre. Jogava com meu melhor amigo e escolhia a Inter porque eu gostava muito de ter Adriano no ataque. | ” |
| — Mauro Icardi, em 2017 | |   |

Em sua passagem pela Inter, Mauro marcou história na equipe como vários jogadores argentinos em solo italiano. O centroavante terminou sua passagem fazendo 219 partidas e aplicando 124 gols e dando 28 assistências, tornando-se o sétimo maior artilheiro da história da equipe, também é o segundo estrangeiro que mais vezes balançou as redes no time de Milão.[carece de fontes?]

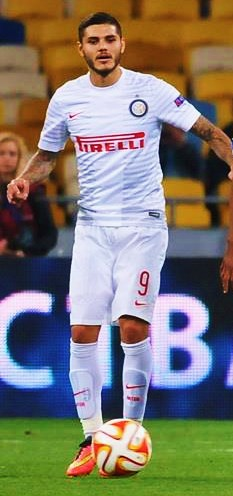
Icardi pela Inter em 2014.

Em números individuais, Mauro também sagrou-se artilheiro da Serie A em duas oportunidades,[carece de fontes?] porém só conseguiu participar da Liga dos Campeões da UEFA uma única vez (na temporada 2018–19).
Apesar de ter tido recordes dentro da competição, como ser o único jogador sul-americano que conseguiu ser artilheiro da Serie A duas vezes,[carece de fontes?] Icardi deixou o time sem ter conquistado nenhum troféu. Sua saída, no entanto, foi cercada de polêmicas e processos na justiça.
Em 2019, o atleta foi afastado do elenco por algumas partidas. Quando voltou, perdeu a faixa de capitão para Samir Handanovič e, futuramente, perdeu até mesmo a camisa 9 para o novo atacante da equipe: o belga Romelu Lukaku. Na mesma época, sua esposa, empresária, e ex de Maxi López, Wanda Nara, criticou diversos jogadores dos Nerazzurri, gerando uma situação ainda mais delicada.
Mauro, no começo da temporada 2019–20, foi afastado pelo treinador Antonio Conte. Isso fez com que o argentino buscasse entrar na Justiça Italiana para abrir um processo judicial exigindo ser reintegrado ao elenco imediatamente. Ele também exigiu uma indenização de mais de um milhão de euros.
O clube e o atleta tiveram seu fim profissional já em setembro, quando ele deixou a equipe que defendeu de 2013 até 2019.

### Paris Saint-Germain

#### 2019–20

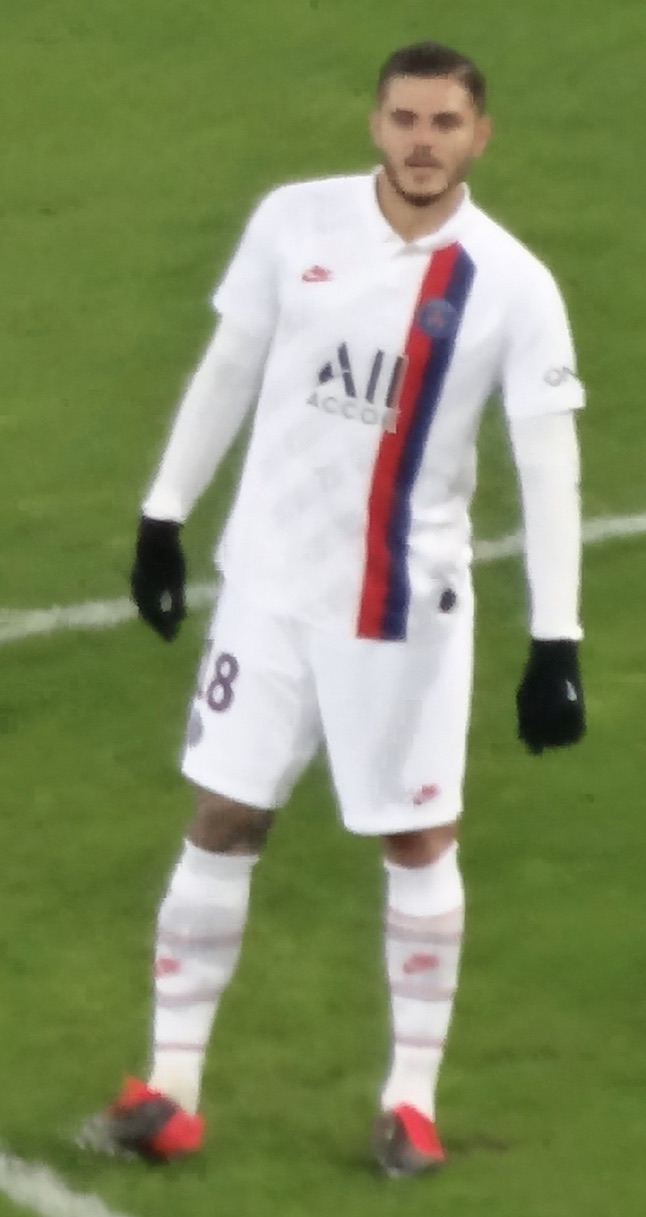
Mauro em 2020 pelo PSG.

No dia 2 de setembro de 2019, após ter ficado sem espaço na Inter devido à chegada de Romelu Lukaku, foi emprestado por uma temporada ao Paris Saint-Germain, com opção de compra..
Durante a Ligue 1, Mauro tornou-se o terceiro jogador que mais fizera tentos no elenco do Paris, ficando atrás apenas da dupla de ataque Neymar e Mbappé. Icardi fizera 12 gols, 6 a menos que os artilheiros Mbappé e Ben Yedder.
Em sua temporada inicial no clube francês, Icardi dividiu o elenco com grandes craques mundiais. Di Maria, Mbappé e Neymar formavam o ataque na mesma época que Mauro esteve no time. Apesar disso, nada impediu com que o sul-americano conseguisse ser o artilheiro do PSG durante a campanha finalista do time na Liga dos Campeões de 2019–20 (5 gols).
Na sua temporada debutante, Mauro conquistou os três primeiros títulos da carreira: A Ligue 1[carece de fontes?], a Copa da França[carece de fontes?] e a Copa da Liga da França[carece de fontes?].

#### 2020–21
No dia 31 de maio de 2020, após uma boa temporada regular, o Paris Saint-Germain ativou a cláusula de compra junto à Inter de Milão por cerca de 50 milhões de euros.
Já em sua segunda temporada, Icardi sofreu com lesões que o deixaram de fora de diversas partidas ao longo da temporada. Apesar disso, o atacante foi regular novamente nas partidas que pôde disputar, já que conseguiu balançar as redes 13 vezes em 28 jogos.
A temporada foi marcada por menos títulos que na temporada anterior. O PSG conquistara a Supercopa da França e a Copa da França perdendo os demais títulos na temporada.

#### 2021–22
Durante sua terceira temporada no clube, o jogador sofreu com momentos dentro e fora do campo. Em 30 jogos, o atleta marcara apenas 5 gols e foi afastado do elenco parisiense antes mesmo do fim da Ligue 1. Ele teve de treinar afastado ainda nas dependências do clube bem como havia acontecido em seus momentos finais de Internazionale.
Somado a isso, o jogador também vivia momentos de incerteza em seu relacionamento com Wanda. Os dois haviam se separado no fim de 2022, em meio alguns boatos de infidelidade por parte do jogador, e Mauro chegou até mesmo a faltar dois treinos do PSG, com a permissão do time, para tentar reatar seu casamento. A situação era tão intensa que Icardi ameaçou deixar o clube caso o divórcio realmente acontecesse.
Apesar dele, futuramente, ter conseguido reatar o seu romance com Wanda, o clube optou por mantê-lo afastado no fim da temporada e negociá-lo com outras equipes. Nesse tempo, o jogador recebeu proposta do Mundo Árabe, mas recusou para ir a uma liga que dava vaga à Liga dos Campeões.

### Galatasaray

#### 2022–23
Icardi teve sua transferência oficializada em 7 de setembro de 2022, pelo Galatasaray. O empréstimo foi sem ter custos para os turcos, o clube só vai pagar 750 mil euros de ordenado, ficando a maior parte, de seis milhões de euros, na conta do PSG.
Em sua temporada de estreia Icardi foi protagonista e acumulou belos números. Foram 26 jogos disputados, com 23 gols e oito assistências.[carece de fontes?]
Além dos gols, o jogador conseguiu também seus primeiro título na Turquia. Ele já avia conquistado a Supercopa da França, pois fazia parte do elenco do PSG na época, mas atuou só atuou diretamente com 19 tentos[carece de fontes?] na Liga Turca conquistando assim o Campeonato ao fim da temporada.

#### 2023–24
No dia 28 de julho de 2023, foi anunciado que o clube comprou o jogador permanentemente pelo valor de €10 milhões.[carece de fontes?]
Na segunda partida da fase de grupos da Liga dos Campeões de 2023–24, Icardi fez o gol da virada contra o Manchester United. Apesar de ter perdido a primeira chance, falhando um pênalti, o Argentino marcou o gol da virada em um belo gol de cavadinha minutos depois, para fazer o Galatasaray vencer a partida por 3–2 em pleno Old Trafford. No entanto, essa foi a única vitória do time na competição. A equipe direcionou-se aos 16 avos da Liga Europa e lá foi eliminada para o Sparta Praha após se recuperarem de uma derrota no primeiro jogo por 3–2 (onde o argentino fizera um tento).
Seu primeiro título na temporada aconteceu em abril de 2024. Após abrir o placar na Supercopa da Turquia, o Fenerbahçe Juvenil (o clube jogou com a equipe alternativa por conta de protestos contra a arbitragem) saiu de campo com apenas um minuto de jogo. Por conta disso, o Galatasaray sagrou-se vencedor.
A disputa do título do Campeonato Turco de Futebol foi acirrada. O Fenerbahçe, que ficou em segundo lugar, conseguiu chegar a marca de 99 pontos, mas a equipe de Icardi foi superior e conseguiu 104 pontos, um recorde na Liga. Além da briga pela ponta da tabela de clubes, o argentino disputou ativamente a artilharia da competição com o centroavante do clube que ficou com o vice-campeonato. No entanto, Mauro fez valer o troféu de sua equipe e marcou 25 gols, quatro a mais que Edin Džeko.
Com 32 gols na temporada, Mauro tornou-se o sétimo jogador com mais gols na época europeia.

#### 2024–25
Icardi tivera um início de temporada ruim coletivamente. O clube perdeu a Supercopa da Turquia para o Beşiktaş por 5 a 0 e foi eliminado nos play-offs da Liga dos Campeões para o BSC Young Boys.
Apesar dos tropeços iniciais, o time voltou a fazer um início de temporada coeso, vencendo diversas partidas na Liga Turca, com Icardi sendo um prolífico atacante ao marcar quatro gols nos primeiros sete jogos. Além disso, também demonstrava muita eficácia no ataque do time na Liga Europa, tendo feito dois tentos com o dobro de partidas. Contudo, foi justamente nessa competição, em partida contra o Tottenham que o argentino sofreu uma  uma ruptura no ligamento cruzado do joelho direito e teve de se ausentar por um período do futebol.

## Seleção Argentina
Em agosto de 2012, Icardi fez sua estreia pela Seleção Argentina Sub-20 em um jogo contra a Alemanha.
Em fevereiro de 2013, Icardi declarou seu desejo de jogar pela equipe principal da Argentina, dizendo: "Eu sou argentino, me sinto argentino, e eu sempre sonhei em vestir a camisa do meu país. Realmente, fazer isso seria o máximo para mim".
No dia 15 de outubro de 2013, ele jogou seu primeiro jogo para o time principal em um jogo de eliminatórias da Copa do Mundo FIFA contra a Seleção do Uruguai.

## Vida Pessoal
Na Sampdoria, Icardi dividia elenco com outro atacante famoso da Itália, o compatriota Maxi López. Ambos já haviam se conhecido na época que Mauro estava nas Categorias de Base do Barcelona, mas só atuaram juntos a partir de 2012 durante 4 oportunidades. Contudo, mesmo tendo pouco tempo de equipes juntos, a amizade dos dois ficou abalada quando o mais novo se envolveu com a esposa de López no ano de 2013.
A traição gerou momentos intensos para Mauro. Em 2014, de acordo com a rádio argentina Radio10, a Máfia Siciliana ofereceu para Maxi López uma proposta que envolvia "quebrar as pernas" de Icardi. Contudo, o jogador mais velho recusou. Outro elemento que criticou a ação de Mauro foi o ídolo campeão do Mundo Diego Maradona. Em entrevista, o ex-futebolista disse:
| “                              | Para mim, Icardi é um traidor...vai à sua casa, oferece sua amizade e depois pega sua mulher. Isso é traição. Na minha época, se você olhasse para a mulher do companheiro no vestiário nós saíamos na porrada. | ” |
| — Maradona sobre Mauro Icardi. | |   |

O ídolo também não poupou Icardi de outras críticas em relação a sua convocação à Seleção Argentina nos anos que se seguiram. Em 2017, Diego afirmou que "Higuaín era 10 vezes melhor".
Apesar da polêmica, Icardi continuou seu relacionamento com Wanda Nara, ex-esposa de seu colega Maxi López e também ex-affair de Diego Maradona. O casal celebrou o casamento em 2014 e tiveram duas filhas após isso: Francesca e Isabella. Elas moram juntas de seus três irmãos mais velhos com seus pais: Valentino, Constantino e Benedicto. Todos meninos filhos de Maxi com Wanda.
Em 2017, Icardi passou por uma situação em seu casamento que futuramente lhe custaria uma convocação à Copa do Mundo. Enquanto disputava as Eliminatórias, Wanda havia sido infiel com seu marido, pois encontrou-se com outro jogador da Seleção Argentina nos balneários e tivera uma relação sexual com ele. A esposa do jogador descobriu e contou o fato para Mauro, que confrontou Nara. Ela confirmou e isso gerou um momento ruim para o centroavante na Albiceleste. A situação foi abafada pela Seleção, mas decidiram tirar o goleador das Eliminatórias e posteriormente da Copa. No fim de 2024, a imprensa argentina afirmou que a traição aconteceu com o futebolista Federico Fazio.

Na temporada 2018–19, Mauro dividiu o elenco com o senegalês Keita Baldé. Nesse mesmo período, o capitão da Internazionale e sua esposa estavam passando por um período conturbado em seu relacionamento. Em determinado momento, eles se separaram, mas ainda não havia assinado o divórcio oficialmente. Enquanto estavam nesse hiato de relacionamento, Icardi descobriu que o colega de equipe e Wanda tinham iniciado um romance. O jogador argentino difundiu imagens da traição dela e, por mensagens de WhatsApp, foi descoberto que ele havia sido racista com o companheiro de equipe ao chamá-lo de "negro macaco". No fim, o colega de equipe e a ex-esposa não continuaram juntos e Nara retornou a viver com Icardi. Em 2025, o africano abriu uma queixa contra ambos pelo dano que fizeram à sua imagem.

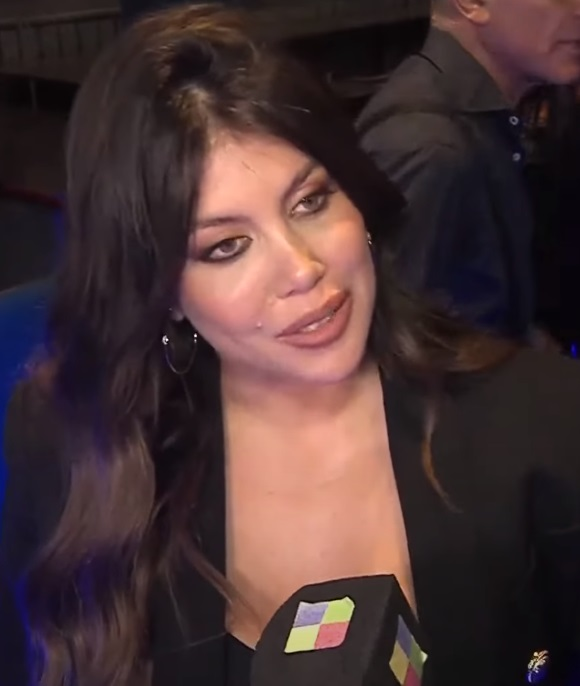
Wanda, esposa de Icardi.

O casamento de ambos teve uma revés infeliz no ano de 2022. Após especulações de traição com a cantora argentina María Eugenia Suárez, Wanda anunciou que estava se separando de Mauro:
| “                                     | É um momento muito doloroso para mim viver este momento, mas dada a minha exposição e as especulações da mídia que estão surgindo, é melhor que vocês saibam por mim. Não tenho mais nada a declarar e não vou dar detalhes sobre a separação. Por favor, peço que vocês entendam isso não só por mim, mas principalmente por nossos filhos. | ” |
| — Wanda sobre o término do casamento. | |   |

Apesar do término, Mauro insistiu em reatar o relacionamento com Wanda. Ele faltou treinos de sua equipe, na época o PSG, para viajar até Milão, onde se encontrava sua ex-esposa, e retomar o casamento deles. O feito deu certo e ambos continuaram juntos.
Wanda, em 6 de novembro de 2024, Wanda fizera uma live do Instagram e lá trocou beijos com o rapper argentino L-Gante. Posteriormente, comentou na mesma rede social que havia se divorciado de Mauro. Outrora a mulher comunicou que Icardi não deixou que suas filhas ficassem com seus cachorros, mesmo após o término, e que ela cuidava das crianças sozinha. O atacante, em vão, buscou reatar o relacionamento com a apresentadora do Bake Off Argentina, mas sua mensagem no Whatsapp foi ignorada por ela.
No início do ano seguinte, Icardi afirmou que Wanda e L-Gante estavam se relacionando há três anos, mesmo período em que ele e ela ainda eram um casal. Em seu depoimento nas redes sociais, o argentino afirmou que o rapper também foi traído no período em que ambos eram amantes, relembrando-se do romance de Wanda com Keita Baldé, ocorrido em Dubai no dia do aniversário de um dos seus filhos. Entre muitas acusações, ele também defendeu-se de uma causação de violência; criticou a postura de sua ex-esposa quando esta não veio buscar suas filhas para passar as festas de Fim de Ano, como a justiça havia determinado; e disse que Nara manipula suas filhas dizendo "barbaridades" que ele pode provar que são mentiras.

## Estatísticas
Atualizado até 17 de abril de 2022.

### Clubes
| Equipe              | Temporada         | Campeonato nacional | Campeonato nacional | Copas nacionais | Copas nacionais | Competições continentais | Competições continentais | Total | Total |
| Equipe              | Temporada         | Jogos               | Gols                | Jogos           | Gols            | Jogos                    | Gols                     | Jogos | Gols  |
| ------------------- | ----------------- | ------------------- | ------------------- | --------------- | --------------- | ------------------------ | ------------------------ | ----- | ----- |
| Sampdoria           | 2011–12           | 2                   | 1                   | –               | –               | –                        | –                        | 2     | 1     |
| Sampdoria           | 2012–13           | 31                  | 10                  | –               | –               | –                        | –                        | 31    | 10    |
| Sampdoria           | Total             | 33                  | 11                  | –               | –               | –                        | –                        | 33    | 11    |
| Internazionale      | 2013–14           | 22                  | 9                   | 1               | 0               | –                        | –                        | 23    | 9     |
| Internazionale      | 2014–15           | 36                  | 22                  | 2               | 1               | 10                       | 4                        | 48    | 27    |
| Internazionale      | 2015–16           | 33                  | 16                  | 1               | 0               | –                        | –                        | 34    | 16    |
| Internazionale      | 2016–17           | 34                  | 24                  | 2               | 0               | 5                        | 2                        | 41    | 26    |
| Internazionale      | 2017–18           | 34                  | 29                  | 2               | 0               | –                        | –                        | 36    | 29    |
| Internazionale      | 2018–19           | 29                  | 11                  | 2               | 2               | 6                        | 4                        | 37    | 17    |
| Internazionale      | Total             | 188                 | 111                 | 10              | 3               | 21                       | 10                       | 219   | 124   |
| Paris Saint-Germain | 2019–20           | 20                  | 12                  | 7               | 3               | 7                        | 5                        | 34    | 20    |
| Paris Saint-Germain | 2020–21           | 20                  | 7                   | 5               | 6               | 3                        | 0                        | 28    | 13    |
| Paris Saint-Germain | 2021–22           | 24                  | 4                   | 3               | 1               | 3                        | 0                        | 30    | 5     |
| Paris Saint-Germain | Total             | 64                  | 23                  | 15              | 10              | 13                       | 5                        | 92    | 38    |
| Total na carreira   | Total na carreira | 285                 | 145                 | 25              | 13              | 34                       | 15                       | 344   | 173   |

### Seleção
| Argentina | Argentina | Argentina |
| Ano       | Jogos     | Gols      |
| --------- | --------- | --------- |
| 2013      | 1         | 0         |
| 2017      | 7         | 1         |
| Total     | 8         | 1         |

## Títulos
Paris Saint-Germain
- Campeonato Francês: 2019–20 e  2021–22
- Copa da Liga Francesa: 2019–20
- Copa da França: 2019–20 e 2020–21
- Supercopa da França: 2020 e 2023[75]

Galatasaray
- Süper Lig: 2022–23, 2023–24 e 2024–25
- Copa da Turquia: 2024–25
- Supercopa da Turquia: 2023

### Prêmios individuais
- 49º melhor jogador do ano de 2016 (The Guardian)[76]
- 49º melhor jogador do ano de 2016 (Marca)[77]

### Artilharias
- Serie A de 2014–15 (22 gols)
- Serie A de 2017–18 (29 gols)
- Süperlig de 2023–24 (25 gols)